# Festival de la Cançó d'Eurovisió 2012
El LVII Festival de la Cançó d'Eurovisió es va celebrar els dies 22, 24 i 26 de maig a Bakú (Azerbaidjan), després que el duet format per Eldar Gasimov i Nigar Jamal aconseguís la victòria amb la cançó "Running scared" a l'edició de 2011 amb un total de 221 punts, essent la primera vegada que aquest estat aconsegueix guanyar aquest festival des del seu debut a l'edició de 2008. En concret, el festival es va fer al Baku Crystal Hall, un nou complex construït expressament en vuit mesos, amb un aforament de 16.000 espectadors.
Encara que s'havia previst igualar el nombre rècord de 43 participants establert a Belgrad 2008 i Düsseldorf 2011, no va resultar possible. Armènia havia oficialitzat la seva participació, però després va anunciar la seva retirada a causa del seu conflicte polític amb el país organitzador. Anteriorment, Montenegro havia anunciat el seu retorn al concurs després d'una absència de dos anys, mentre que Polònia havia anunciat la seva retirada.
El concurs va tenir la mateixa estructura que les edicions anteriors, amb dues semifinals per triar a 10 semifinalistes cadascuna. A la final, aquests 20 participants s'uniren a aquells classificats per ser membres de l'anomenat Big Five, que corresponen als màxims contribuents del festival en l'àmbit econòmic, i a l'estat amfitrió, Azerbaidjan. Per tant, la final va comptar amb 26 participants, igualant el rècord de participants en una final que es va assolir a Riga 2003, anterior a la implantació de les semifinals.

## Organització

### Seu del festival
Les autoritats azerbaidjaneses van optar des d'un primer moment per celebrar el festival a la capital i principal ciutat de l'estat, Bakú. Segons va comunicar el govern azerbaidjanès setmanes després d'acabar l'edició de 2011, l'opció preferent per albergar el festival a Bakú passava per construir un nou complex de concerts. El nou complex, denominat Baku Crystal Hall, es trobava en construcció des del 2 d'agost de 2011 al costat d'un dels llocs més emblemàtics de Bakú, la Plaça de la Bandera Nacional. Té una capacitat per a 23.000 espectadors. Segons el contracte d'obra signat amb l'empresa alemanya Alpine Bau Deutschland AG, l'edifici s'havia d'acabar en un termini de vuit mesos, amb temps per poder acollir el festival al maig. Per si de cas això no resultava possible, es van tenir en compte també dos recintes ja existents a la ciutat. Per una banda, el Complex Esportiu i de Concerts Heydər Əliyev, remodelat recentment, amb una capacitat potencial de 8.800 espectadors. Per altra banda, l'Estadi Tofiq Bəhramov, que hagués necessitat una remodelació i la construcció d'un sostre que cobrís tot l'estadi, i que pot albergar a més de 30.000 espectadors.
Durant la primera reunió oficial de preparació celebrada a Bakú entre el 31 d'agost i l'1 de setembre, el representant d'İctimai TV va presentar els tres possibles recintes al grup de referència de la Unió Europea de Radiodifusió. La UER va considerar que les tres opcions presentades eren apropiades, però la decisió definitiva es va posposar a gener de 2012.
Finalment, donat el grau d'avançament de les obres fins aquell moment, amb l'estructura principal i el sostre complets, i amb la garantia que la construcció finalitzaria a temps, el Baku Crystal Hall va ser aprovat oficialment com a seu el 25 de gener de 2012. Durant el festival, el nou complex va tenir un aforament reduït de 16.000 espectadors.

### Identitat visual

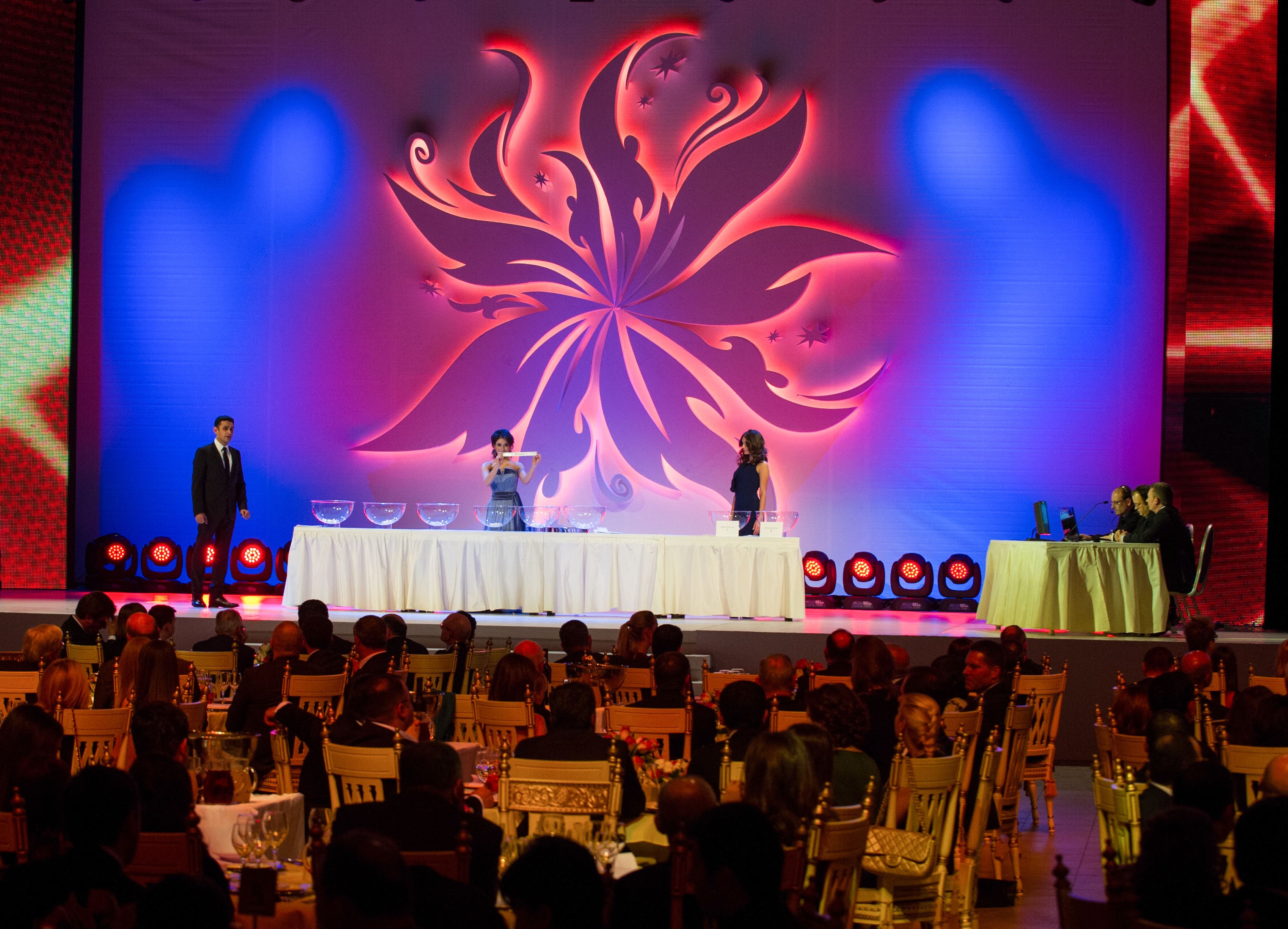
Sorteig de les semifinals. El fons inclou l'emblema d'aquesta edició.

Tal com s'ha realitzat en anys anteriors, des de l'adopció de l'isotip genèric d'Eurovisió el 2004, l'organització d'aquesta edició utilitzà una identitat visual pròpia per al desenvolupament del festival, la qual va ser presentada el 25 de gener de 2012.
La identitat visual d'aquesta edició girà al voltant de la temàtica del foc, i l'emblema principal consisteix en un disseny de flames concèntriques en forma de flor o estrella. Aquesta temàtica està basada en la tradició i la cultura azerbaidjaneses, ja que aquest estat se'l coneix històricament com la "terra del foc". Juntament amb el logotip, s'utilitzà l'eslògan «Light your fire!» («Encén el teu foc», en català). L'escenari, infografia i merchandising, entre altres aspectes, giraren al voltant d'aquest concepte artístic.

## Estats participants

Països participants que es van classificar per a la final.
Països participants que no es van classificar per a la final.
Països que hi van participar al passat però no el 2012.

La llista oficial dels Estats participants es va donar a conèixer el 17 de gener de 2012, totalitzant 43 inscrits fins aquell moment, igualant la marca establerta als festivals de 2008 i 2011. Andorra va decidir no participar en aquesta edició després de dos anys d'absència degut a problemes econòmics de la Ràdio i Televisió d'Andorra. Posteriorment, l'ens públic va comunicar que decidia deixar de formar part de la Unió Europea de Radiodifusió, per la qual cosa no podrà participar de moment al Festival de la Cançó d'Eurovisió fins que no torni a ser membre actiu de la UER. D'altra banda, la República Txeca també va confirmar que no participaria a Eurovisió, ja que suposadament els mals resultats van decebre el públic. Polònia també va confirmar la seva retirada després de l'últim lloc assolit a la semifinal de l'any anterior, argumentant l'esforç que li suposa l'organització i cobertura de l'Eurocopa 2012. La participació d'Armènia va estar en dubte a causa del conflicte que manté amb Azerbaidjan. La televisió d'Armènia va declarar públicament que participarien sempre que la televisió azerbaidjanesa i la UER garantitzessin la seva seguretat i una igualtat de condicions de la delegació d'Armènia amb respecte a la resta de participants, ja que aquests temien a més ser escridassats durant l'actuació en directe, però la UER confirmà la participació d'Armènia en publicar la llista oficial de participants. No obstant això, el 7 de març de 2012 la delegació armènia va anunciar la seva retirada del festival.
Cal destacar el retorn de Montenegro, que tornava després de dos anys d'absència. La UER esperava el retorn de Mònaco a l'edició de 2012, però Télé Monte Carlo no tornà al festival perquè no tenia els recursos financers per participar-hi. També es va considerar un possible retorn del Marroc al festival després d'una entrevista amb el cap de la delegació francesa, Bruno Bereberes, a un mitjà de comunicació online francès en el qual manifestà que era probable per diferents raons, però finalment no es va materialitzar.

### Cançons i selecció
| Estat i TV                   | Títol original de la cançó              | Artista                | Procés i data de selecció                                                 |
| Estat i TV                   | Traducció en català                     | Idiomes                | Procés i data de selecció                                                 |
| ---------------------------- | --------------------------------------- | ---------------------- | ------------------------------------------------------------------------- |
| Albània · RTSH               | Suus                                    | Rona Nishliu           | Festivali I Këngës 50, 29-12-11                                           |
| Albània · RTSH               | Personal                                | Albanès                | Festivali I Këngës 50, 29-12-11                                           |
| Alemanya · NDR               | Standing still                          | Roman Lob              | Unser Star für Baku, 16-02-12                                             |
| Alemanya · NDR               | Quedant-se quiet                        | Anglès                 | Unser Star für Baku, 16-02-12                                             |
| Àustria · ORF                | Woki mit deim popo                      | Trackshittaz           | Final nacional, 24-02-12                                                  |
| Àustria · ORF                | Mou el cul                              | Bavarès                | Final nacional, 24-02-12                                                  |
| Azerbaidjan · Ictimai        | When the music dies                     | Sabina Babayeva        | Final nacional d'intèrpret, 12-02-12                                      |
| Azerbaidjan · Ictimai        | Quan la música mor                      | Anglès                 | Final nacional d'intèrpret, 12-02-12                                      |
| Bèlgica · VRT                | Would you?                              | Iris                   | Elecció interna, 18-11-11                                                 |
| Bèlgica · VRT                | Ho faries?                              | Anglès                 | Elecció interna, 18-11-11                                                 |
| Belarús · BTRC               | We are the heroes                       | Litesound              | Eurofest, 14-02-12                                                        |
| Belarús · BTRC               | Som els herois                          | Anglès                 | Eurofest, 14-02-12                                                        |
| Bòsnia i Hercegovina · BHRT  | Korake ti znam                          | Maya Sar               | BH Eurosong Show 2012, 15-03-2012 (cantant i cançó escollits internament) |
| Bòsnia i Hercegovina · BHRT  | Els passos que coneixes                 | Bosnià                 | BH Eurosong Show 2012, 15-03-2012 (cantant i cançó escollits internament) |
| Bulgària · BNT               | Love unlimited                          | Sofi Marinova          | Final nacional, 29-02-12                                                  |
| Bulgària · BNT               | Amor il·limitat                         | Búlgar                 | Final nacional, 29-02-12                                                  |
| Croàcia · HRT                | Nebo                                    | Nina Badrić            | Dora, 18-02-12 (cantant i cançó escollits internament)                    |
| Croàcia · HRT                | Cel                                     | Serbocroat             | Dora, 18-02-12 (cantant i cançó escollits internament)                    |
| Dinamarca · DR               | Should've known better                  | Soluna Samay           | Dansk Melodi Grand Prix, 21-01-12                                         |
| Dinamarca · DR               | Ho hauria d'haver sabut                 | Anglès                 | Dansk Melodi Grand Prix, 21-01-12                                         |
| Eslovàquia · STV             | Don't close your eyes!                  | Max Jason Mai          | Elecció interna, 07-03-12                                                 |
| Eslovàquia · STV             | No tanquis els ulls!                    | Anglès                 | Elecció interna, 07-03-12                                                 |
| Eslovènia · RTVSLO           | Verjamen                                | Eva Boto               | EMA, 26-02-12                                                             |
| Eslovènia · RTVSLO           | Crec                                    | Eslovè                 | EMA, 26-02-12                                                             |
| Espanya · TVE                | Quédate conmigo                         | Pastora Soler          | Destino Eurovision 2012, 03-03-12 (cantant triat internament)             |
| Espanya · TVE                | Queda't amb mi                          | Espanyol               | Destino Eurovision 2012, 03-03-12 (cantant triat internament)             |
| Estònia · ERR                | Kuula                                   | Ott Lepland            | Eesti Laul, 03-03-12                                                      |
| Estònia · ERR                | Escolta                                 | Estonià                | Eesti Laul, 03-03-12                                                      |
| Finlàndia · YLE              | När jag blundar                         | Pernilla Karlsson      | Uuden Musiikin Kilpailu, 25-02-12                                         |
| Finlàndia · YLE              | Quan tanco els ulls                     | Suec                   | Uuden Musiikin Kilpailu, 25-02-12                                         |
| França · France 3            | Echo (You and I)                        | Anggun                 | MIDEM 2012, 29-01-12 (cantant i cançó elegits internament)                |
| França · France 3            | Eco (Tu i jo)                           | Francès i anglès       | MIDEM 2012, 29-01-12 (cantant i cançó elegits internament)                |
| Geòrgia · GPB                | I'm a joker                             | Anri Jokhadze          | Final nacional, 19-02-12                                                  |
| Geòrgia · GPB                | Sóc un bromista                         | Anglès                 | Final nacional, 19-02-12                                                  |
| Grècia · ERT                 | Aphrodisiac                             | Eleftheria Eleftheriou | Final nacional, 12-03-12                                                  |
| Grècia · ERT                 | Afrodisíac                              | Anglès                 | Final nacional, 12-03-12                                                  |
| Hongria · MTV                | Sound of our hearts                     | Compact Disco          | A Dal, 11-02-12                                                           |
| Hongria · MTV                | El so del nostre cor                    | Anglès                 | A Dal, 11-02-12                                                           |
| Irlanda · RTÉ                | Waterline                               | Jedward                | The Late Late Show Eurosong, 24-02-2012                                   |
| Irlanda · RTÉ                | Línia de flotació                       | Anglès                 | The Late Late Show Eurosong, 24-02-2012                                   |
| Islàndia · RÚV               | Never forget                            | Gréta Salóme & Jónsi   | Söngvakeppni Sjónvarpsins, 11-02-12                                       |
| Islàndia · RÚV               | Mai m'oblidis                           | Anglès                 | Söngvakeppni Sjónvarpsins, 11-02-12                                       |
| Israel · IBA                 | Time                                    | Izabo                  | Elecció interna, 07-02-12                                                 |
| Israel · IBA                 | Temps                                   | Hebreu i anglès        | Elecció interna, 07-02-12                                                 |
| Itàlia · RAI                 | L'amore è femmina (Out of love)         | Nina Zilli             | Festival de Sanremo, 18-02-12                                             |
| Itàlia · RAI                 | L'amor és una dona                      | Italià i anglès        | Festival de Sanremo, 18-02-12                                             |
| Letònia · LTV                | Beautiful song                          | Anmary                 | Eirodziesma, 18-02-12                                                     |
| Letònia · LTV                | Bonica cançó                            | Anglès                 | Eirodziesma, 18-02-12                                                     |
| Lituània · LRT               | Love is blind                           | Donny Montell          | Final nacional, 2012                                                      |
| Lituània · LRT               | L'amor és cec                           | Anglès                 | Final nacional, 2012                                                      |
| Plantilla:FYR MKRTV          | Crno i belo                             | Kaliopi                | Gala de presentació, 29-02-2012 (cantant i cançó escollits internament)   |
| Plantilla:FYR MKRTV          | Blanc i negre                           | Macedònic              | Gala de presentació, 29-02-2012 (cantant i cançó escollits internament)   |
| Malta · PBS                  | This is the night                       | Kurt Calleja           | Final nacional, 28-01-12                                                  |
| Malta · PBS                  | Aquesta és la nit                       | Anglès                 | Final nacional, 28-01-12                                                  |
| Moldàvia · TRM               | Lăutar                                  | Pasha Parfeny          | Final nacional, 11-03-12                                                  |
| Moldàvia · TRM               | Violinista                              | Anglès                 | Final nacional, 11-03-12                                                  |
| Montenegro · RTCG            | Euro neuro                              | Rambo Amadeus          | Elecció interna, 12-12-11                                                 |
| Montenegro · RTCG            | -                                       | -                      | Elecció interna, 12-12-11                                                 |
| Noruega · NRK                | Stay                                    | Tooji                  | Melodi Grand Prix 2012, 11-02-12                                          |
| Noruega · NRK                | Queda't                                 | Anglès                 | Melodi Grand Prix 2012, 11-02-12                                          |
| Països Baixos · TROS         | You and me                              | Joan Franka            | Nationaal Songfestival, 26-02-12                                          |
| Països Baixos · TROS         | Tu i jo                                 | Anglès                 | Nationaal Songfestival, 26-02-12                                          |
| Portugal · RTP               | Vida Minha                              | Filipa Sousa           | Festival RTP da Canção, 10-03-12                                          |
| Portugal · RTP               | La meva vida                            | Portuguès              | Festival RTP da Canção, 10-03-12                                          |
| Regne Unit · BBC             | Love will set you free                  | Engelbert Humperdinck  | Elecció interna, 01-03-12                                                 |
| Regne Unit · BBC             | L'amor t'alliberarà                     | Anglès                 | Elecció interna, 01-03-12                                                 |
| Romania · TVR                | Zaleilah                                | Mandinga               | Final nacional, 10-03-12                                                  |
| Romania · TVR                | -                                       | Castellà i anglès      | Final nacional, 10-03-12                                                  |
| Rússia · RTR                 | Party for everybody                     | Buravnoskiye Babushki  | Final Nacional, 07-03-12                                                  |
| Rússia · RTR                 | Festa per tothom                        | Udmurt i anglès        | Final Nacional, 07-03-12                                                  |
| San Marino · SMRTV           | Social network song, uh, oh, oh         | Valentina Monetti      | Gala de presentació, 16-03-12 (cantant i cançó escollits internament)     |
| San Marino · SMRTV           | La cançó de la xarxa social, uh, oh, oh | Anglès                 | Gala de presentació, 16-03-12 (cantant i cançó escollits internament)     |
| Sèrbia · RTS                 | Nije ljubav stvar                       | Željko Joksimović      | Elecció interna, 18-11-11                                                 |
| Sèrbia · RTS                 | L'amor no és un objecte                 | Serbi                  | Elecció interna, 18-11-11                                                 |
| Suècia · SVT                 | Euphoria                                | Loreen                 | Melodifestivalen 2012, 10-03-12                                           |
| Suècia · SVT                 | Eufòria                                 | Anglès                 | Melodifestivalen 2012, 10-03-12                                           |
| Suïssa · SRG SSR idée suisse | Unbreakable                             | Sinplus                | Die grosse Entschendiungs Show, 10-12-11                                  |
| Suïssa · SRG SSR idée suisse | Indestructible                          | Anglès                 | Die grosse Entschendiungs Show, 10-12-11                                  |
| Turquia · TRT                | Love me back                            | Can Bonomo             | Elecció interna 09-01-12                                                  |
| Turquia · TRT                | Correspon meu amor                      | Anglès                 | Elecció interna 09-01-12                                                  |
| Ucraïna · NTU                | Be my guest                             | Haitana                | Final nacional, 18-02-12                                                  |
| Ucraïna · NTU                | Siguis el meu convidat                  | Anglès                 | Final nacional, 18-02-12                                                  |
| Xipre · CyBC                 | La la love                              | Ivi Adamu              | Final nacional, 25-01-12 (cantant escollit internament)                   |
| Xipre · CyBC                 | La la amor                              | Anglès                 | Final nacional, 25-01-12 (cantant escollit internament)                   |

#### Artistes que retornen
- Maya Sar: Ha participat en la posada en escena del seu país en dues ocasions: com a corista al Festival de la Cançó d'Eurovisió 2004 a la cançó In the Disco de Deen i com a pianista i corista al Festival de la Cançó d'Eurovisió 2011 a la cançó Love in Rewind de Dino Merlin.
- Jedward: Van representar a Irlanda al Festival de la Cançó d'Eurovisió 2011 amb la cançó Lipstick, on van aconseguir la vuitena posició.
- Jónsi: Va representar al seu país en solitari al Festival de la Cançó d'Eurovisió 2004 amb Heaven, quedant en el lloc número dinou a la final.
- Kaliopi: Va ser elegida per representar el seu país al Festival de la Cançó d'Eurovisió 1996 amb la cançó Samo ti. Tot i això, no va arribar a trepitjar l'escenari, ja que aquell any, abans del festival, es va celebrar una ronda classificatòria no televisada on va quedar eliminada.
- Željko Joksimović: Va participar el 2004 al debut de Sèrbia i Montenegro al festival amb la cançó composta per ell mateix Lane moje que acabà en segon lloc. Dos anys més tard, va compondre la cançó Lejla, que interpretada pel grup Hari Mata Hari va representar a Bòsnia i Hercegovina al Festival de la Cançó d'Eurovisió 2006, obtenint el tercer lloc. Per acabar, presentà el Festival de la Cançó d'Eurovisió 2008 celebrat a Belgrad juntament amb Jovana Janković. A més, va compondre la cançó de Sèrbia per aquell mateix any, que acabà en sisè lloc.

### Sorteig de les semifinals
Per al sorteig de les semifinals, els sis bombos van quedar compostos de la següent forma:
| Bombo 1                                                                                      | Bombo 2                                                         | Bombo 3                                                    | Bombo 4                                                        | Bombo 5                                                     | Bombo 6                                                              |
| -------------------------------------------------------------------------------------------- | --------------------------------------------------------------- | ---------------------------------------------------------- | -------------------------------------------------------------- | ----------------------------------------------------------- | -------------------------------------------------------------------- |
| - Albània - Bòsnia i Hercegovina - Croàcia - ARI de Macedònia - Montenegro - Sèrbia - Suïssa | - Dinamarca - Estònia - Finlàndia - Islàndia - Noruega - Suècia | - Belarús - Geòrgia - Israel - Moldàvia - Rússia - Ucraïna | - Armènia - Bèlgica - Grècia - Països Baixos - Turquia - Xipre | - Irlanda - Letònia - Lituània - Malta - Portugal - Romania | - Àustria - Bulgària - Eslovàquia - Eslovènia - Hongria - San Marino |

Després del sorteig que es va celebrar el 25 de gener de 2012 a Bakú, ambdues semifinals van quedar establertes de la següent forma:
| 1a Semifinal 22 de maig de 2012                                                             | 1a Semifinal 22 de maig de 2012                                                           | 2a Semifinal 24 de maig de 2012                                                            | 2a Semifinal 24 de maig de 2012                                                                                     |
| ------------------------------------------------------------------------------------------- | ----------------------------------------------------------------------------------------- | ------------------------------------------------------------------------------------------ | --- |
| Montenegro · Islàndia · Romania · Albània · Bèlgica · Letònia · Suïssa · Finlàndia · Grècia | Moldàvia · Xipre · Àustria · Dinamarca · Rússia · San Marino · Israel · Irlanda · Hongria | Sèrbia · Països Baixos · Portugal · Macau · Belarús · Malta · Ucraïna · Armènia · Bulgària | Suècia · Geòrgia · Eslovènia · Estònia · Turquia · Eslovàquia · Croàcia · Noruega · Lituània · Bòsnia i Hercegovina |
| Només votació: · Espanya · Azerbaidjan · Itàlia                                             | Només votació: · Espanya · Azerbaidjan · Itàlia                                           | Només votació: · Alemanya* · França · Regne Unit                                           | Només votació: · Alemanya* · França · Regne Unit                                                                    |

Països participants a la Primera semifinal.
Països votants a la Primera semifinal.
Països participants a la Segona semifinal.
Països votants a la Segona semifinal.

- Alemanya va demanar votar a la segona semifinal per assumptes interns de l'emissora alemanya.

## Festival

### Semifinals
La primera semifinal es va fer el 22 de maig de 2012, i la segona, el 24 de maig de 2012. Van ser 37 països en total el que van haver de passar per les semifinals, per la qual cosa en una de les gales hi havia 18 candidatures i a l'altra, 19, classificant-se'n 10 de cada semifinal per a la final. El 25 de gener de 2012, per sorteig, es va definir a quina final participaria cada país. L'ordre d'actuació de cada semifinal es va decidir igualment per sorteig el 20 de març de 2012.

#### Semifinal 1
La primera semifinal del Festival de la Cançó d'Eurovisió 2012, es realitzà el dimarts 22 de maig. 18 països participaren aquella nit, a la recerca d'una de les 10 butlletes a la final que atorga la semifinal. Un total de 21 països tenien dret a vot en aquesta semifinal, els 18 participants més Azerbaidjan, Espanya i Itàlia, que ja es trobaven classificats directament a la final.
| Nº | País       | Intérpret(s)           | Canció                                   | Lloc | Punts |
| -- | ---------- | ---------------------- | ---------------------------------------- | ---- | ----- |
| 01 | Montenegro | Rambo Amadeus          | Euro neuro                               | 15   | 20    |
| 02 | Islàndia   | Gréta Salóme & Jónsi   | Never forget                             | 8    | 75    |
| 03 | Grècia     | Eleftheria Eleftheriou | Aphrodisiac                              | 4    | 116   |
| 04 | Letònia    | Anmary                 | Beautiful song                           | 16   | 17    |
| 05 | Albània    | Rona Nishliu           | Suus                                     | 2    | 146   |
| 06 | Romania    | Mandinga               | Zaleilah                                 | 3    | 120   |
| 07 | Suïssa     | Sinplus                | Unbreakable                              | 11   | 45    |
| 08 | Bèlgica    | Iris                   | Would you?                               | 17   | 16    |
| 09 | Finlàndia  | Pernilla Karlsson      | När jag blundar                          | 12   | 41    |
| 10 | Israel     | Izabo                  | Time                                     | 13   | 33    |
| 11 | San Marino | Valentina Monetta      | The social network song (oh oh-uh-oh oh) | 14   | 31    |
| 12 | Xipre      | Ivi Adamu              | La la love                               | 7    | 91    |
| 13 | Dinamarca  | Soluna Samay           | Should've known better                   | 9    | 63    |
| 14 | Rússia     | Buránovskiye Bábushki  | Party for everybody                      | 1    | 152   |
| 15 | Hongria    | Compact Disco          | Sound of our hearts                      | 10   | 52    |
| 16 | Àustria    | Trackshittaz           | Woki mit deim Popo                       | 18   | 8     |
| 17 | Moldàvia   | Pasha Parfeny          | Lăutar                                   | 5    | 100   |
| 18 | Irlanda    | Jedward                | Waterline                                | 6    | 92    |

A més, votaren en aquesta semifinal:
- Azerbaidjan
- Espanya
- Itàlia

#### Semifinal 2
La segona semifinal d'Eurovisió 2012, es realitzà el dijous 24 de maig. En aquesta ocasió participaren 18 països, dels quals 10 d'ells aconseguiren el pas a la final. Un total de 21 països tenien dret a vot en aquesta semifinal, els 18 participants més Alemanya, França i Regne Unit, que ja es trobaven classificats directament a la final.
| Nº | País                 | Intèrpret(s)      | Cançó                  | Lloc | Pts. |
| -- | -------------------- | ----------------- | ---------------------- | ---- | ---- |
| 1  | Serbia               | Željko Joksimović | Nije ljubav stvar      | 2    | 159  |
| 2  | ARI de Macedònia     | Kaliopi           | Crno i belo            | 9    | 53   |
| 3  | Països Baixos        | Joan Franka       | You and me             | 15   | 35   |
| 4  | Malta                | Kurt Calleja      | This is the night      | 7    | 70   |
| 5  | Belarús              | Litesound         | We are the heroes      | 16   | 35   |
| 6  | Portugal             | Filipa Sousa      | Vida minha             | 13   | 39   |
| 7  | Ucraïna              | Gaitana           | Be my guest            | 8    | 64   |
| 8  | Bulgària             | Sofi Marinova     | Love unlimited         | 11   | 45   |
| 9  | Eslovènia            | Eva Boto          | Verjamen               | 17   | 31   |
| 10 | Croàcia              | Nina Badrić       | Nebo                   | 12   | 42   |
| 11 | Suècia               | Loreen            | Euphoria               | 1    | 181  |
| 12 | Geòrgia              | Anri Jokhadze     | I’m a joker            | 14   | 36   |
| 13 | Turquia              | Can Bonomo        | Love me back           | 5    | 80   |
| 14 | Estònia              | Ott Lepland       | Kuula                  | 4    | 100  |
| 15 | Eslovàquia           | Max Jason Mai     | Don't close your eyes! | 18   | 22   |
| 16 | Noruega              | Tooji             | Stay                   | 10   | 45   |
| 17 | Bòsnia i Hercegovina | Maya Sar          | Korake ti znam         | 6    | 77   |
| 18 | Lituània             | Donny Montell     | Love is blind          | 3    | 104  |

A més, votaren en aquesta semifinal:
- Alemanya
- França
- Regne Unit

### Final
- La final se celebrà el dissabte 26 de maig al Baku Crystal Hall de Bakú, Azerbaidjan.
- Els membres del Big Five (Alemanya, Espanya, França, Itàlia i el Regne Unit) i el país amfitrió (Azerbaidjan) estan classificats automàticament per a la final.[5]
- De les dues semifinals, 20 països es classificaren per a la final i, per tant, hi va haver un total de 26 participants a la final.[5]

| Nº | País                 | Intèrpret(s)           | Cançó                           | Lloc | Pts. |
| -- | -------------------- | ---------------------- | ------------------------------- | ---- | ---- |
| 01 | Regne Unit           | Engelbert Humperdinck  | Love will set you free          | 25   | 12   |
| 02 | Hongria              | Compact Disco          | Sound of our hearts             | 24   | 19   |
| 03 | Albània              | Rona Nishliu           | Suus                            | 5    | 146  |
| 04 | Lituània             | Donny Montell          | Love is blind                   | 14   | 70   |
| 05 | Bòsnia i Hercegovina | Maya Sar               | Korake ti znam                  | 18   | 55   |
| 06 | Rússia               | Buránovskiye Bábushki  | Party for everybody             | 2    | 259  |
| 07 | Islàndia             | Gréta Salóme & Jónsi   | Never forget                    | 20   | 46   |
| 08 | Xipre                | Ivi Adamu              | La la love                      | 16   | 65   |
| 09 | França               | Anggun                 | Echo (You and I)                | 22   | 21   |
| 10 | Itàlia               | Nina Zilli             | L'amore è femmina (Out of love) | 9    | 101  |
| 11 | Estònia              | Ott Lepland            | Kuula                           | 6    | 120  |
| 12 | Noruega              | Tooji                  | Stay                            | 26   | 7    |
| 13 | Azerbaidjan          | Sabina Babayeva        | When the music dies             | 4    | 150  |
| 14 | Romania              | Mandinga               | Zaleilah                        | 12   | 71   |
| 15 | Dinamarca            | Soluna Samay           | Should've known better          | 23   | 21   |
| 16 | Grècia               | Eleftheria Eleftheriou | Aphrodisiac                     | 17   | 64   |
| 17 | Suècia               | Loreen                 | Euphoria                        | 1    | 372  |
| 18 | Turquia              | Can Bonomo             | Love me back                    | 7    | 112  |
| 19 | Espanya              | Pastora Soler          | Quédate conmigo                 | 10   | 97   |
| 20 | Alemanya             | Roman Lob              | Standing still                  | 8    | 110  |
| 21 | Malta                | Kurt Calleja           | This is the Night               | 21   | 41   |
| 22 | ARI de Macedònia     | Kaliopi                | Crno i belo                     | 13   | 71   |
| 23 | Irlanda              | Jedward                | Waterline                       | 19   | 46   |
| 24 | Sèrbia               | Željko Joksimović      | Nije ljubav stvar               | 3    | 214  |
| 25 | Ucraïna              | Gaitana                | Be my guest                     | 15   | 65   |
| 26 | Moldàvia             | Pasha Parfeny          | Lăutar                          | 11   | 81   |

### Votacions
A partir d'aquesta edició del festival, les votacions per escollir el guanyador s'iniciaren quan tots els països participants havien actuat. Així s'acordà en una reunió que va tenir lloc la tercera setmana de juny a Ginebra (Suïssa) per l'anomenat Grup de Referència de la Unió Europea de Radiodifusió per al Festival de la Cançó d'Eurovisió.

### Ordre de votació
| Ordre de votació | Ordre de votació | Ordre de votació | Ordre de votació | Ordre de votació |
| --- | --- | --- | --- | ---------------- |
| 1. Albània · 2. Montenegro · 3. Romania · 4. Àustria · 5. Ucraïna · 6. Belarús · 7. Bèlgica · 8. Azerbaidjan · 9. Malta · 10. San Marino · 11. França | 12. Regne Unit · 13. Turquia · 14. Grècia · 15. Bòsnia i Hercegovina · 16. Moldàvia · 17. Bulgària · 18. Suïssa · 19. Eslovènia · 20. Xipre · 21. Croàcia · 22. Eslovàquia | 23. ARI de Macedònia · 24. Països Baixos · 25. Portugal · 26. Islàndia · 27. Suècia · 28. Noruega · 29. Lituània · 30. Estònia · 31. Dinamarca · 32. Letònia · 33. Espanya | 34. Finlàndia · 35. Geòrgia · 36. Itàlia · 37. Sèrbia · 38. Alemanya · 39. Rússia · 40. Hongria · 41. Israel · 42. Irlanda |                  |

### Màximes puntuacions
Després de la votació, els països que van rebre 12 punts a la Final van ser:
| N. | A           | De |
| -- | ----------- | --- |
| 18 | Suècia      | DEN · FIN · ISL · NOR · DEU · BEL · NED · GBR · IRL · RUS · SVK · AUT · ESP · ISR · HUN · FRA · EST · LAT |
| 4  | Albània     | SUI · SMR · MKD · ITA                                                                                     |
| 4  | Azerbaidjan | MLT · LTU · UKR · TUR                                                                                     |
| 4  | Sèrbia      | BUL · SVN · CRO · MNE                                                                                     |
| 2  | Xipre       | GRE · SWE                                                                                                 |
| 2  | Grècia      | Albania · CYP                                                                                             |
| 1  | Espanya     | POR |
| 1  | Moldàvia    | ROU |
| 1  | Lituània    | GEO |
| 1  | Rússia      | BLR |
| 1  | Romania     | MDA |
| 1  | Turquia     | AZE |

### Comentaristes
| - - Julia Zemiro i Sam Pang - - Peter Urban - - Gohar Gasparyan - - Andi Knoll - - Konul Arifgizi - - Flamenc: André Vermeulen i Peter Van de Veire Francès ' ': Jean-Pierre Hautier i Jean-Louis Lahaye - - Denis Kuryan - - Deixen Kukrić - - Duško Ćurlić - - Melina Karageorgiu - - Ole Tøpholm - - Roman Bombos - - José María Íñigo (el programa previ i posterior al Festival, anomenat "Destino Eurovisión", fou presentat per Desirée Ndjambo) - - Marko Reikop - - Finès: Tarja Närhi i Suec: Eva Frantz i Johan Lindroos - - Audrey Chauveau i Bruno Berbères (semifinals) i Cyril Féraud i Mireille Dumas (final) - - Maria Kozakou - - Marty Whelan - - Federica Gentile - - Norberg Makhambetov i Kaldybek Zhaysanbay - - Elmar Osmonov i Aibek Akmatov (OTRK) - - Jolanta Strikaite i Valters Frīdenbergs - - Darius Užkuraitis - - Karolina Petkovska - - Olav Viksmo Slettan - - Jan Smit i Daniel Dekker - - Pere Granger - - Scott Mills i Sara Cox (semifinals) i Graham Norton (final) - - Geanina Corondan i Leonard Miron - - Olga Shelest i Dmitry Guberniev - - Lia Fiorio i Gigi Restivo - - Dragan Ilić (primera semifinal) i Duška Vučinić-Lucic (segona semifinal i final) - - Edward af Sillén i Gina Dirawi - - Alemany: Sven Epiney (SF) Francès: Jean-Marc Richard i Nicolas Tanner (TSR) - - Bülend Özveren i Erhan Konuk - - Timur Miroshnichenko i Tatiana Terekhova |